# Clubiona pupula
Clubiona pupula är en spindelart som beskrevs av Tamerlan Thorell 1897. Clubiona pupula ingår i släktet Clubiona och familjen säckspindlar.
Artens utbredningsområde är Myanmar. Inga underarter finns listade i Catalogue of Life.